# Apia International Sydney 2016
Das Apia International Sydney 2016 war der Name eines Tennisturniers der WTA Tour 2016 für Damen sowie eines Tennisturniers der ATP World Tour 2016 für Herren, welche zeitgleich vom 10. bis 17. Januar 2016 in Sydney stattfanden.

## Herrenturnier
→ Qualifikation: Apia International Sydney 2016/Herren/Qualifikation

## Damenturnier
→ Qualifikation: Apia International Sydney 2016/Damen/Qualifikation